# William Erskine Baker
Pour les articles homonymes, voir Baker.
William Erskine Baker, né le 29 novembre 1808 à Leith et mort le 16 décembre 1881 au château de Banwell (Somerset), est un officier supérieur de l'armée indienne britannique. Il devient ensuite Military Secretary to the India Office. 

## Biographie
William Erskine Baker est né à Leith, près d'Édimbourg, en Écosse, le 29 novembre 1808. Il est le quatrième fils d'Elizabeth et du capitaine de la Royal Navy Joseph Baker. Son père meurt en 1817 et, en 1821, lui, sa mère et ses huit frères et sœurs partent s'installer avec l'oncle de sa mère, l'amiral James Vashon, à Ludlow dans le Shropshire. Il fait ses études au lycée du roi Édouard VI à Ludlow (Ludlow College (en)) où il reçoit une éducation classique. 
En 1825, il entre au séminaire militaire des Indes orientales (East India Military Seminary (en)) à Addiscombe, près de Croydon, où ses études mathématiques se poursuivent sous la direction de Jonathan Cape, tuteur au séminaire et également membre du Trinity College de Cambridge. Baker est né avec un trouble de la parole et quitte Addiscombe pendant six mois pour recevoir un traitement spécialisé à Édimbourg. Il retourne à Addiscombe en janvier 1826, rattrape ses études et réussit ses examens en décembre 1826. Il quitte le séminaire à la fin de 1826 et poursuit ses études sur le terrain au Chatham Dockyard qu'il doit quitter pour raison de santé.
En 1828, il se rend en Inde comme lieutenant du Bengal Engineer Group (en). Il est affecté au Département de l'irrigation des provinces du Nord-Ouest sous le commandement du colonel Colvin, un poste recherché par de nombreux officiers. Il y travaille avec les ingénieurs Charles Napier et Henry Marion Durand sur les canaux de Jumna. Lorsque Colvin rentre en Angleterre en 1836, le lieutenant Baker lui succède et est chargé des canaux de Jumna, poste qu'il occupe jusqu'en 1843. 
En 1843, à la suite de l'annexion du Sind à l'Inde britannique, Baker est nommé surintendant des canaux et des forêts du Sind. Il sert lors de la première guerre anglo-sikhe et combat à la bataille de Sobraon en 1846. Il est transféré au Département des travaux publics et est nommé ingénieur-conseil sur les chemins de fer et autorité en matière d'irrigation auprès du gouvernement de l'Inde. Il devient secrétaire militaire du Bureau de l'Inde en 1859 et membre du Conseil de l'Inde en 1861. Il est nommé KCB en 1870 et prend sa retraite en 1875. Il meurt à son domicile au château de Banwell dans le Somerset en 1881.